# Himalayasångare
Ej att förväxla med himalayabambusångare eller himalayasmygsångare.
Himalayasångare (Phylloscopus chloronotus) är en asiatisk fågel i familjen lövsångare inom ordningen tättingar.

## Utseende och läte
Himalayasångare är en liten (9-10 cm), knubbig och prydligt tecknad lövsångare. Liksom sina närmaste släktingar har den dubbla ljusa vingband samt gulaktig övergump och likadant färgat centralt hjässband, flankerat av två mörka. Undersidan är vitaktig eller gulvit och stjärten saknar vitt. Jämfört med mycket lika sichuansångaren är den brunare ovan, har blek näbbunderhalva och gulvit snarare än svavelgul övergump. Lätet är ett kort "psit".

## Utbredning och systematik
Himalayasångare delas in i två underarter med följande utbredning:
- Phylloscopus chloronotus chloronotus – förekommer i Himalaya i Pakistan, sydöstra Tibet, nordöstra Indien och södra centrala Kina
- Phylloscopus chloronotus simlaensis – förekommer i nordvästra Himalaya (Afghanistan till västra Nepal)

Tidigare behandlades sichuansångare som en del av himalayasångare. Länge tillbaka inkluderades den i arten kungsfågelsångare, liksom arterna kinesisk sångare och gansusångare.

### Släktestillhörighet
Arten placeras vanligen i släktet Phylloscopus, men vissa auktoriteter bryter ut himalayasångare med släktingar (bland annat tajgasångare och kungsfågelsångare) till ett eget släkte, Abrornis.

### Familjetillhörighet
Lövsångarna behandlades tidigare som en del av den stora familjen sångare (Sylviidae). Genetiska studier har dock visat att sångarna inte är varandras närmaste släktingar. Istället är de en del av en klad som även omfattar timalior, lärkor, bulbyler, stjärtmesar och svalor. Idag delas därför Sylviidae upp i ett antal familjer, däribland Phylloscopidae. Lövsångarnas närmaste släktingar är familjerna cettior (Cettiidae), stjärtmesar (Aegithalidae) samt den nyligen urskilda afrikanska familjen hylior (Hyliidae).

## Levnadssätt
Himalayasångare häckar i bergsbelägen granskog med inslag av lövträd på mellan 2000 och 4200 meters höjd. Den lever av insekter och deras larver, jämfört med sympatriska släktingar mindre djur. Fågeln häckar mellan april och juli, huvudsakligen från slutet av maj till juni. Arten är en höjdledsflyttare som rör sig till lägre nivåer vintertid.

## Status och hot
Arten har ett stort utbredningsområde och en stabil populationsutveckling. Utifrån dessa kriterier kategoriserar IUCN arten som livskraftig (LC). Den beskrivs som vanlig eller mycket vanlig.

## Namn
På svenska kallades arten tidigare sydlig kungsfågelsångare, men har tilldelats nytt namn av BirdLife Sverige eftersom den ej står kungsfågelsångaren närmast.